# Хелена Благне
Хелена Благне (Јесенице, 8. мај 1963) је словеначка поп и оперска певачица.

## Живот и каријера
Хелена Благне се први пут јавно појавила са дванаест година на аматерском такмичењу Први глас Горењска у Јесеницама. Успех њене композиције Santa Lucia, коју је певала на овом такмичењу, допринео је њеној одлуци да постане професионална певачица. Певачку каријеру започела је 1986. године, када је на македонском Макфесту освојила прву награду публике и прву награду стручног жирија са песмом Кога те нема. Годину дана касније освојила је прву награду публике на Сплитском фестивалу са Морје, љубезен моја. Постала је редован гост и победник највећих фестивала у бившој Југославији.
Године 1984. наступила је на Поп радионици са песмом Не ходи ми преблизу. Између 1987. и 1988. такође је привукла ширу међународну пажњу наступајући на Медитеранском фестивалу у Турској и на турнејама у Канади, САД и Аустралији. Године 1989. победила је на словеначком фестивалу Мелодије мора и сунца са песмом Врнива се на најино обало коју је отпевала у дуету са оперским певачем Нацетом Јункаром. Три године касније поново је освојила Мелодију мора и сунца са песмом Мој морнарчек. Након осамостаљења Словеније, Хелена се окренула европској публици. 
Због признања на међународним фестивалима и успешне музичке каријере, изабрана је у Атини за потпредседника међународног жирија на Медитеранској сарадњи нових музичара и на Међународни институт за женско музичко стваралаштво, којим председава Статис Уркологлу.
2003. изводила је оперске песме у Викторији.
Након рођења сина Кристјана, направила је паузу у музичкој каријери; вратила се на сцену 2002. године. После 12 година интензивних студија оперског певања код познате словеначке оперске певачице и педагога Ксење Видала Жебре (1913–2004), почела је да ствара албум светских оперских арија. У јесен 2006. своје уметничко деловање проширила је и на позориште, пошто јој је један од најуспешнијих словеначких редитеља Вито Тауфер поверио улогу Агаве у спектакуларној продукцији Еурипидовог комада Баханта.
Од 2006. године је заступа агенција Проартес.
2007. године заједно са Мариом Галуничем водила је финални избор Еме 07.
Године 2008. организовала је турнеју којом је прославила своју 20-годишњу певачку каријеру. Објавила је албум Реци ми.
У марту 2011. била је прва словеначка музичарка која је концертом са Хором бечких дечака напунила Арену Стожице.   Овом приликом објавила је и нови албум, који садржи 10 старих песама у новом руху. 
Дана 8. марта 2014. одржала је концерт у Цанкарјевом дому, где је певала хитове у акустичном руху. Убрзо потом објавила је нови бестселер у акустичном формату.
У октобру 2017. објавила је песму Ти бош ведно први,  за коју је снимила и спот. Песма је уврштена међу најслушанијим у Словенији, па чак и на другом месту на листи домаћих композиција. Више од 300.000 људи погледало је њен видео на Јутјуб каналу у року од месец дана. 
Хелена Благне је најуспешнија словеначка певачица свих времена по продаји плоча, пошто је продала више од два милиона плоча код куће и широм света. 

## Приватан живот
Дана 11. маја 1996. удала се за Митју Замана.  Пар је две године након венчања добио сина Кристијана. У јуну 2013. Хелена је објавила да се разводи. 

## Фестивали
- Santa Lucia, друга награда стручног жирија

Мелодије мора и сунца:
- Вземи ме, '85
- Врнива се на најино обало (дует са Наце Јункарјем), прва награда публике, '89
- Адио, пиши ми, друга награда пубике , '90
- Мој морнарчек (са групом Дон жуан), прва награда публике, '91
- Буди сречен бамбино,друга награда пубике , '93

Загреб:
- Руке твоје кажу све, '85
- Само љубав, '88

Медитерански фестивал, Истанбул:
- Морје, '86

Макфест, Штип:
- Кога те нема, прва награда публике, прва награда стручног жирија и награда СОКОЈ-а, награда за интерпретацију, победничка песма, '86
- Уништи ме, '87
- Кому да верувам, '88
- Да ли знаеш, награда за текст, '90

Сплит:
- Памтит ће те срце, '86
- Успомене, '87
- Море, љубави моја (Вече Устанак и море), '87
- Једна суза за нас двоје, '88
- Иво, најдражи, '89

Весела јесен:
- Частитљива донфарца (са групом Ветер), '85
- Бригита (са Наце Јункарјем), '87

- ТВ фест:'
- Те сонувам, друга награда публике, '87

Ваш шлагер сезоне, Сарајево:
- Која је боја у моди, '88

Златна палма, Дубровник:
- Вољела сам, '89

Југословенски избор за Евросонг:
- Ти ин јаз, јаз ин ти (са групом Абракадабра), десето место, 'Задар '90
- Наведен мајски дан, седмо место, Сарајево '91

Словенски избор за Песму Евровизије:
- Вземи ме ноцој, пето место, '93

Евро фест, Интернационални фестивал забавне музике, Битола:
- Срце веќе не давам / Io sono solo, прва награда публике, прва награда стручног жирија, награда за интерпретацију, победничка песма, '99

Сунчане скале, Херцег Нови:
- Не, не, не, 2003

Охрид фест:
- Нека е со помин, прва награда публике, прва награда стручног жирија, награда за интерпретацију, победничка песма, 2016